# Uroctea durandi
Uroctea durandi is een mediterrane spinnensoort uit de familie der spiraalspinnen (Oecobiidae). 
De spin wordt ongeveer 16 mm lang. Op het achterlijf zijn er vijf kenmerkende gele vlekken aanwezig. Ze leeft voornamelijk onder stenen.